# سیلم، شهرستان سالین، آرکانزاس
سیلم (به انگلیسی: Salem) یک منطقهٔ مسکونی در ایالات متحده آمریکا است که در شهرستان سالین، آرکانزاس واقع شده‌است. سیلم ۸٫۳۸ کیلومتر مربع مساحت و ۱٬۶۳۵ نفر جمعیت دارد و ۱۴۳ متر بالاتر از سطح دریا واقع شده‌است.